# جافين مانيون
جافين مانيون (بالإنجليزية: Gavin Mannion) (و. 1991  م) هو راكب دراجة هوائية أمريكي، ولد في ديدام، ماساتشوستس.

## سجل الفوز

### سباقات أو مراحل فاز بها
| التاريخ       | السباق                     | المركز                                          |
| ------------- | -------------------------- | ----------------------------------------------- |
| 27 أغسطس 2012 | يو إس إيه برو تشالنج 2012  | الثاني في تصنيف أفضل شاب                        |
| 19 مايو 2013  | طواف كاليفورنيا 2013       | الثاني في تصنيف أفضل شاب                        |
| 31 أغسطس 2013 | تور دي أفينير 2013         | العاشر في تصنيف النقاط، الثامن في التصنيف العام |
| 03 مايو 2015  | طواف غيلا 2015             | المركز الثالث                                   |
| 23 أغسطس 2015 | يو إس إيه برو تشالنج 2015  | الرابع في التصنيف العام                         |
| 02 أبريل 2017 | 2017 Joe Martin Stage Race | المركز الثالث                                   |
| 20 مايو 2017  | طواف كاليفورنيا 2017       | العاشر في تصنيف الجبال                          |
| 06 أغسطس 2017 | طواف يوتا 2017             | المركز الثاني                                   |
| 01 يناير 2018 | طواف أمريكا للدراجات 2018  | الفائز في التصنيف العام                         |
| 22 أبريل 2018 | طواف غيلا 2018             | المركز الثاني                                   |
| 19 أغسطس 2018 | كولورادو كلاسيك 2018       | الفائز في التصنيف العام                         |

## روابط خارجية
- جافين مانيون على موقع الاتحاد الدولي للدراجات (الإنجليزية)
- جافين مانيون على موقع أرشيف الدراجات (الإنجليزية)
- جافين مانيون على موقع إحصائيات الدراجات الإحترافية (الإنجليزية)
- جافين مانيون على موقع نسبة الدراجات (الإنجليزية)
- جافين مانيون على موقع CycleBase (الإنجليزية)